# Ba (prowincja)
Ba – prowincja w Fidżi, w Dystrykcie Zachodnim. Zajmuje północno-zachodnią część wyspy Viti Levu. Powierzchnia prowincji wynosi 2,630 km², a jej populacja wynosiła w 2007 roku 232,000 mieszkańców. Stolicą prowincji jest miasto Ba.